# هوجي غالاتشر
هوجي غالاتشر (بالإنجليزية: Hughie Gallacher)‏ مواليد 2 فبراير 1903 في اسكتلندا - الوفاة 11 يونيو 1957 في غيتسهيد، هو لاعب كرة قدم اسكتلندي سابق كان يلعب في مركز الهجوم. لعب خلال مسيرته 545 مباراة سجل خلالها 387 هدفاً.

## المسيرة الاحترافية

### أندية لعب لها
- كوين أوف ساوث
- نيوكاسل يونايتد
- تشيلسي
- ديربي كاونتي
- نوتس كاونتي
- غريمسبي تاون

## وصلات خارجية
- الموقع الرسمي